# Anton Adămuț
Anton Adămuț (n. 4 octombrie 1962, Butea, județul Iași) este un scriitor și filosof român, membru al Uniunii Scriitorilor din România.

## Biografie
Absolvent al Liceului „Internat” din Iași, promoția 1981. Licențiat în Filosofie, Facultatea de Filosofie, Universitatea “Al. I. Cuza” Iași, 1986. Licențiat în Teologie, Facultatea de Teologie Româno-Catolică, Universitatea din București, 2000. Doctor în Filosofie din 1995 și Prodecan al Facultății de Filosofie și Știinte Social-Politice, Universitatea „Al. I. Cuza”, Iași.

## Debut publicistic
- „Opinia Studențească”, Iași, 1984

## Debut editorial
Editura Institutul European, Iași, 1997

## Cărți publicate
- Filosofia substanței, Institutul European, Iași, 1997, 295 p.
- Literatură și Filosofie Creștină, Editura Fides, Iași, 1997, 293 p.
- Filosofie, Editura Polirom, Iași, 240 p; editia a II-a revăzută și adăugită, Editura Polirom, Iași,1999, 255 p.
- Schiță pentru o istorie subiectivă a filosofiei, Editura Junimea, Iași, 1999, 243 p.
- Filosofia Sfântului Augustin, Editura Polirom, Iași, 2001, 200 p.
- Seducția ca spațiu al cenzurii, Editura Junimea, Iași, 2004, 364 p.
- Filosofie. Sinteze, comentarii, teste grilă, Editura Polirom, Iași, 2006, 293 p., (coautor).
- [Si] Filosofia lui Camil Petrescu, Editura Timpul, Iași, 2008, 311 p.
- Cum visează filosofii, Editura ALL, București, 2008, 405 p.

## Colaborări
A colaborat și colaborează la Revista de Filosofie, Revista de Pedagogie, Revue Roumaine de Philosophie, Analele Științifice ale Universității “Al. I. Cuza”, Iași, Chora. Revue D’Études Anciennes Et Médiévales, revistele de cultură Dacia Literară, Ateneu, Dilema, Convorbiri literare, Timpul, Cronica, Hermeneia, Mesagerul Sfântului Anton (revistă de spiritualitate), Idei în dialog. Beneficiar al unor burse de studii/documentare la Freiburg (1995), Lille (1997).

## Premii distincții
- Premiul Academiei Române, secțiunea Filosofie (Premiul Vasile Conta) pe 1999, pentru volumul Filosofia substanței.
- Premiul pentru eseu al revistei Convirbiri literare, 2004.

## Afilieri
- Membru în Consiliul Director al “Societății Internaționale Sf. Toma de Aquino” (SITA), secția română.
- Membru al Academiei Catolice “Sf. Augustin”, Iași.
- Membru al Centrului de Studii Clasice și Creștine, Iași